# Charles Clarke
Sir Charles Mansfield Clarke, III baronetto (13 dicembre 1839 – 22 aprile 1932), è stato un generale inglese.

## Biografia
Era il figlio del reverendo sir Charles Clarke, II baronetto, e sua moglie, Rosa Mary Alexander. Studiò presso l'Eton College.

## Carriera
Entrò nel 57th Regiment of Foot nel 1856. Divenne comandante generale delle forze coloniali del Capo di Buona Speranza (1880-1882). Ha ricoperto una serie di ruoli amministrativi prima di diventare comandante in capo della dell'esercito di Madras nel 1893.
È stato nominato comandante del Sixth Army Corps nella seconda guerra boera in Sudafrica nel dicembre 1899. Ha servito come Quartermaster-General to the Forces (1899-1903) e Governatore di Malta (1903-1907).
Successe al titolo di III baronetto Clarke di Dunham Lodge il 25 aprile 1899.

## Matrimoni

### Primo Matrimonio
Sposò, il 19 dicembre 1867, Gemma Cecilia Adams (?-23 dicembre 1922), figlia di William Pitt Adams. Ebbero tre figli:
- Æthel Rosa Clarke (1869-2 aprile 1967), sposò in prime nozze Ernest George Campbell, non ebbero figli, e in seconde nozze Charles Fortescue, ebbero due figlie;
- Kathleen Clarke (?-18 settembre 1963), sposò Francis Bingham, ebbero un figlio;
- Charles Clarke (26 marzo 1873-27 luglio 1919), sposò Linda Blanche Douglas-Pennant, ebbero una figlia.

### Secondo Matrimonio
Sposò, il 26 aprile 1929, Constance Marion Warner (?-12 dicembre 1964), figlia di Herbert Warner. Non ebbero figli.